# Salve a ti
"Salve a ti" es el himno nacional de Nicaragua y constituye uno de los símbolos patrios oficiales de la nación nicaragüense.
Su autor es el poeta Salomón Ibarra Mayorga, quien escribió su letra en 1918, ganando el concurso para cambiar el himno nacional de Nicaragua.

## Música
La música es de un antiguo salmo litúrgico de la época colonial en Sol Mayor, introducido a finales del siglo XVIII por el fraile catequista franciscano Ernesto o Anselmo Castinove (oriundo de Toledo, España), para evangelizar a los indios de Sutiaba, León, y adaptada por el compositor Luis Abraham Delgadillo en el tono de Mi Bemol Mayor, acordado en el Decreto Legislativo n.º 39 del 26 de febrero de 1919, para que el Himno pudiera ser cantado por las voces infantiles que hacían un gran esfuerzo de voz en el tono de Sol Mayor.
En noviembre de 1939, poco después de la aprobación oficial del himno, se formó una comisión para hacer los arreglos y escribirlo en una partitura oficial, integrada por los músicos Carlos Tünnermann López, Gilberto Vega y Víctor Manuel Zúñiga. Esta segunda modificación es la actualmente se canta.

## Letra
¡Salve a ti, Nicaragua! En tu suelo
ya no ruge la voz del cañón,
ni se tiñe con sangre de hermanos
tu glorioso pendón bicolor.(bis)
Brille hermosa la paz en tu cielo.
Nada empañe tu gloria inmortal,
que el trabajo es tu digno laurel,
y el honor es tu enseña triunfal.
¡Es tu enseña triunfal!

## Himnos anteriores
1) Establecida la República Federal de Centroamérica en 1824 se ejecutaron en los países centroamericanos dos melodías de himnos instrumentales: La Granadera y La Antífona de los Colores. La primera se escuchaba en la misa, en el Sanctus, al hacer la elevación del Santísimo Sacramento y otras veces al izar la Bandera Nacional; actualmente La Granadera se toca en la bajada y la subida de la imagen de la Sangre de Cristo en la Catedral de Managua, la capital nicaragüense. La segunda era el himno de La Federación Centroamericana.
2) En los años 1834-1835 los gobiernos de los Directores del Estado don José Núñez y don José Zepeda, llamados de “Los Chepes”, adoptaron de nuevo el canto religioso de Fray Ernesto o Anselmo Castinove.
3) Disuelta la Federación en 1838 Honduras adoptó La Granadera como himno y en Nicaragua La Antífona de los Colores se ejecutaba para tributar honores al pabellón nacional.
4) En 1876 el gobierno de don Pedro Joaquín Chamorro y Alfaro introdujo el primer himno oficial, con letra de Fernando Álvarez y música del maestro Carmen Vega, se cantó entre los años 1889-1893. Se cantaba en Fa Mayor y decía así:
Soldados, ciudadanos

Soldados, ciudadanos, a las armas

esgrimid las espadas con valor;

que más vale morir independientes

a vivir subyugados en la opresión.

Hoy se lanza la patria querida

sobre un campo de gloria inmortal,

hoy alzando su frente abatida,

aniquila el poder colonial
De septiembre la luz se levanta

bella, pura, cual hija del sol,

y a su vista el íbero se espanta,

tiembla y cae el león español.

5) En 1889 al asumir la Presidencia de la República el Doctor Roberto Sacasa y Sarria (1889-1893), apareció un nuevo himno y sin previo concurso se declaró oficial; fue compuesto en Do Mayor por el compositor belga Alexander Cousin, Director de la Banda de los Supremos Poderes. Este himno instrumental sin letra fue abolido después del triunfo de la Revolución Liberal de 1893 porque sus notas de tipo escolar no concordaban con el ambiente revolucionario. Se le conocía popularmente, por los adversarios de Sacasa, como el “Himno de los Palomos”, pues este tenía el apodo de “El Palomo”.
6) El segundo himno con letra fue declarado oficial bajo el gobierno del General José Santos Zelaya y adoptado en septiembre de 1893. Se cantó hasta 1910 a causa del derrocamiento del gobierno liberal el año anterior. La música en Si Bemol Mayor es del compositor belga Alexander Cousin, yerno de Zelaya y la letra según se dice fue escrita por el poeta Rubén Darío. No obstante en la cubierta de un disco fabricado y distribuido por Sonido Industrial, S. A. (SISA), en los años 1970, aparece una inscripción que asegura que su letra la escribió la poetisa colombiana Julisa de Zubiría; actualmente es el himno del Partido Liberal Constitucionalista (PLC):
Hermosa Soberana

Hermosa Soberana

cual sultana, Nicaragua

de sus lagos al rumor,

ve en sus hijos denodados

los soldados del honor.

Siempre libre y hechicera

su bandera

ve flotar,

y apacible se reclina

cual ondina de la mar.

Y orgullosa, cual deidad,

muestra altiva el noble pecho

en defensa del derecho

y su santa Libertad.

7) La Patria Amada era letra de don Marco Antonio Ortega, originario de la ciudad de Granada, y la música era la misma del salmo litúrgico de Castinove. Don Antonio Zapata fue quien la instrumentalizó y le hizo los primeros arreglos, respetando su tonalidad original de Sol Mayor, que no podían cantar los niños sin un gran esfuerzo de voz. De aquí arranca la letra de La Patria Amada, que provisionalmente se acuñó a la música del himno porque había prisa de que se cantara en las escuelas y fue declarado de forma oficial como Himno Nacional por el gobierno del Presidente Emiliano Chamorro Vargas y se cantó entre los años 1910-1939:
La Patria amada

La Patria amada

Canta este día su libertad,

Y nos recuerda con alegría

Que le debemos amor y paz.

## Cambio de letra y tonalidad del Himno
El siguiente Acuerdo y los otros 2 Decretos Legislativos establecieron que se formaría un Tribunal para escoger la letra y la tonalidad del Himno: 

TRIBUNAL PARA LA LETRA DEL HIMNO NACIONAL
Acuerdo del 9 de diciembre de 1918
Publicado en La Gaceta No 287 del 23 de diciembre de 1918
CARTERA DE GUERRA Y MARINA
EL PRESIDENTE DE LA REPÚBLICA
ACUERDA:
1º. Designar a los Señores Ingeniero don José Andrés Urtecho, Doctor don Modesto Barrios, Doctor don Salvador Barberena, Doctor don Santiago Argüello y don Mariano Zelaya B., para que integren el Tribunal calificador del concurso solicitado por el Ministerio de la Guerra, para la letra que se adaptará al Himno Nacional.
2º. Señalar las 4 p.m. del día 16 del corriente y el local del Ministerio de la Guerra, para la reunión de los miembros de dicho Tribunal.
(Dic., 9 de 1918)
EL PODER EJECUTIVO CAMBIARÁ LETRA DEL HIMNO NACIONAL
Decreto No. 32 del 19 de diciembre de 1918
Publicado en La Gaceta No. 292 del 30 de diciembre de 1918
El Presidente de la República, a sus habitantes,
Sabed:
Que el Congreso ha ordenado lo siguiente:
El Senado y Cámara de Diputados de la República de Nicaragua,
Decretan:
Artículo 1.-Declárase Himno Nacional el que, escrito en sol mayor, actualmente se ejecuta como tal en el país. 
Artículo 2.-Se autoriza al Poder Ejecutivo para que cambie la letra del Himno mencionado, cuando lo crea conveniente, y para que reglamente la forma de rendir honores y respetos al Himno y Bandera nacionales.
Artículo 3.-Derógase cualquier disposición que se oponga a la presente. 
Dado en el Salón de Sesiones de la Cámara de Diputados.- Managua, 23 de abril de 1918.- Ramón Castillo C., D.V.P. R.C. Arcia, D.S. Fernando Ig. Martínez, D.S. 
Al Poder Ejecutivo. Cámara del Senado. Managua, 19 de diciembre de 1918.- Leopoldo Lacayo, S.P. Sebastián Uriza, S.S. M.J. Morales, S.S. 
POR TANTO:
EJECÚTESE. -Casa Presidencial- Managua diecinueve de diciembre de mil novecientos dieciocho.- EMILIANO CHAMORRO. El Ministro de la Guerra por la ley. –LUIS E. RIVAS.
SE CAMBIA TONALIDAD DEL HIMNO NACIONAL
Decreto No. 39 del 28 de febrero de 1919
Publicado en La Gaceta No. 75 del 2 de abril de 1919
El Presidente de la República, a sus habitantes,
Sabed:
Que el Congreso ha ordenado lo siguiente: 
El Senado y Cámara de Diputados de la República de Nicaragua,
DECRETAN:
ÚNICO: El Himno  Nacional escrito en Sol Mayor quedará, para su mejor estructura y voces musicales, en el tono de Mi Bemol Mayor debiendo orquestarse con la señalada transportación.
Dado en el Salón de Sesiones de la Cámara de Diputados.- Managua, 26 de febrero de 1919.- Gustavo Paguagua, D.P. A. Ocón, D.V.S. Fernando Ig. Martínez, D.S. 
Al Poder Ejecutivo. Cámara del Senado. Managua, 27 de febrero de 1919.- Sebastián Uriza, S.P. MJ. Morales, S.S. Juan J. Ruiz, S.S. 

Por Tanto: Ejecútese. -Casa Presidencial. Managua- veintiocho de febrero de mil novecientos diecinueve. EMILIANO CHAMORRO. El Ministro de la Guerra. TOMÁS MASÍS.

Por primera vez en la historia de Nicaragua se sometía a concurso la letra del Himno Nacional que Las bases del concurso se limitaban a las siguientes condiciones:
1.- Escribir dos cuartetos para las dos partes del himno.
2.- Hablar únicamente sobre la paz y el trabajo.
3.-Cuidar que la letra se acomodara lo mejor posible a la estructura del himno. 
El Himno actual, Salve a ti, fue cantado por primera vez el 16 de diciembre de 1918, en el Ministerio de la Guerra (en la capital Managua), por los profesores Luis Abraham Delgadillo, Carlos Ramírez Velásquez y Alberto Selva, los cuales eran miembros del tribunal que aceptó la adaptación de la letra a la música, siendo premiada por unanimidad la letra de Salve a ti, escrita por el poeta Salomón Ibarra Mayorga, con el seudónimo de Rómulo. El gobierno del presidente General Emiliano Chamorro Vargas no le otorgó el premio a Ibarra por ser militante del opositor Partido Liberal Nacionalista (PLN) y Chamorro era del oficialista Partido Conservador (PC).

## Aprobación oficial del Himno
El Himno actual no fue cantado y aprobado oficialmente sino hasta 21 años después de haber ganado un concurso, el 20 de octubre de 1939, por el presidente y dictador, General Anastasio Somoza García, mediante el Decreto Ejecutivo n.º 3, publicado en La Gaceta, Diario Oficial, n.º 231 del 24 del mismo mes y año cuyo texto es el siguiente:

(ADÓPTASE NUEVA LETRA DEL HIMNO NACIONAL DE NICARAGUA)
No. 3, Aprobado el 20 de octubre de 1939
Publicada en La Gaceta No. 231 del 24 de octubre de 1939
EL PRESIDENTE DE LA REPÚBLICA,

CONSIDERANDO:
I
Que por Decreto Legislativo de 19 de diciembre de 1938 [NOTA: Error de La Gaceta, pues debería decir 1918], se autorizó al Poder Ejecutivo para cambiar la letra con que se canta el Himno Nacional adoptado por el mismo Decreto y en actual vigencia.
II
Que de conformidad con el Decreto Ejecutivo publicado en "La Gaceta" No. 287 de 23 de diciembre de 1918 fue designado un tribunal de jurados para calificar las composiciones literarias que debían producirse en el concurso abierto para que una nueva letra se adoptase al Himno Nacional.
III
Que dicho tribunal integrado por los señores Ing. don José Andrés Urtecho, Dr. don Modesto Barrios, Dr. don Salvador Barberena Díaz, Dr. don Santiago Argüello y don Mariano Zelaya B., cumplió su cometido, declarando triunfante en el concurso la composición suscrita con el seudónimo de "Rómulo",
DECRETA:
1.- La letra del Himno Nacional de Nicaragua será la que resultó triunfante en el concurso verificado durante el mes de diciembre de 1918, y que literalmente dice:
Himno Nacional de Nicaragua

Salve a ti, Nicaragua. En tu suelo

ya no ruge la voz del cañón,

ni se tiñe con sangre de hermanos

tu glorioso pendón bicolor.

Brille hermosa la paz en tu cielo

nada empañe tu gloria inmortal,

que el trabajo es tu digno laurel

y el honor es tu enseña triunfal.

2.- Este Decreto principiará a regir desde su publicación en "La Gaceta".

Comuníquese.- Casa Presidencial.- Managua, D. N., 20 de octubre de 1939.- SOMOZA.- El Ministro de la Guerra por la Ley, (f) J. Rigoberto Reyes, General de Brigada, G. N.

## Ley sobre Características y Uso de los Símbolos Patrios
El viernes 13 de agosto de 1971, siendo Presidente de Nicaragua el dictador General Anastasio Somoza Debayle (hijo de Somoza García), se publicó en La Gaceta, Diario Oficial, n.º 194 el Decreto Legislativo n.º 1908 "Ley sobre Características y Uso de los Símbolos Patrios", del 25 de ese mismo mes y año, el cual aparte de hablar sobre el uso de la Bandera y el Escudo Nacionales ordena que dicho Himno se toque en las Fiestas Patrias, la toma de posesión presidencial, los funerales del presidente que muera ejerciendo su cargo, el inicio y clausura de las sesiones del Congreso (hoy es la Asamblea Nacional), etcétera. Este es el texto completo de dicho Decreto:

LEY SOBRE CARACTERÍSTICAS Y USO DE LOS SÍMBOLOS PATRIOS.
Decreto No. 1908 del 25 de agosto de 1971
Publicado en La Gaceta No. 194 del 27 de agosto de 1971
El Presidente de la República,

a sus habitantes, 
Sabed:
Que el Congreso ha ordenado lo siguiente:
La Cámara de Diputados y la Cámara del Senado de la República de Nicaragua,
Decretan:
La siguiente
"LEY SOBRE CARACTERÍSTICAS Y USO DE LOS SÍMBOLOS PATRIOS"
"Capítulo I. De los Símbolos Patrios"
Artículo 1.-El Pabellón de la República o Bandera Nacional, el Escudo de Armas y el Himno Nacional, Símbolos Patrios de la República de Nicaragua, quedan sujetos con relación a sus características y uso, a la presente Ley.
"Capítulo II. Del Pabellón de la República o Bandera Nacional"
Artículo 2.-El Pabellón de la República o Bandera Nacional es el Emblema Nacional y consta de tres franjas iguales horizontales: blanca la del centro y azules la superior e inferior, con el Escudo de Armas al centro de la franja blanca.
La forma de la Bandera Nacional es un rectángulo con las dimensiones proporcionales de tres (3) a cinco (5). Podrá confeccionarse de diferentes tamaños según el sitio donde vaya a ser colocada, guardando siempre esa proporción.
El color Azul corresponde al comúnmente conocido como "azul cobalto".
El color Azul significa Justicia y Lealtad. El color Blanco simboliza Pureza e Integridad.
Artículo 3.-Como Emblema y representación de la Patria, la Bandera Nacional de Nicaragua no saluda ni rinde honores.
Artículo 4.-El saludo oficial a la Bandera Nacional es de 21 cañonazos. Serán disparados en las siguientes ceremonias:
a) En los actos solemnes conmemorativos de la Independencia de Nicaragua;
b) En el acto de la Toma de Posesión del cargo de Presidente de la República;
c) Con motivo de la solemne instalación del Congreso Nacional y de su clausura;
d) En otros actos que señale el Poder Ejecutivo.
Artículo 5.-La Bandera Nacional deberá ser izada a las 6:00 a.m., y arriada a las 6:00 p.m.
Artículo 6.-La Bandera Nacional deberá ser izada diariamente en Casa Presidencial y en todos los Cuarteles de la República, con los honores correspondientes.
Artículo 7.-Al ser izada o arriada la Bandera Nacional las personas que se encuentren en la vecindad se detendrán y darán el frente al Emblema Patrio. Los civiles que lleven prenda en la cabeza la quitarán con la mano derecha y mantendrán los brazos paralelos al cuerpo. Si lo prefieren, podrán colocar la mano derecha, con la palma hacia abajo, a la altura del corazón.
Los conductores detendrán su vehículo; si los pasajeros son civiles podrán permanecer en su sitio; si son militares procederán de acuerdo con las regulaciones de las Fuerzas Armadas.
Artículo 8.-Los honores a la Bandera Nacional se harán siempre con antelación a los que deban rendirse a personas. De igual manera, cuando en una ceremonia participen la Bandera Nacional y una o más banderas de países extranjeros, se harán primero los honores al Pabellón de la República.
Artículo 9.-Cuando la Bandera Nacional esté izada junto a las de otras Naciones o de Entidades políticas, religiosas, cívicas, etc., todas las astas deberán ser del mismo alto y las banderas del mismo tamaño.
Artículo 10.-La Bandera Nacional ocupará siempre el lugar de la derecha (izquierda del observador) en los casos en que se izen, porten o coloquen banderas extranjeras.
Artículo 11.-Es terminantemente prohibido colocar la Bandera Nacional sobre retratos, placas conmemorativas, estatuas, monumentos, etc., a descubrirse.
Artículo 12.-No se colocará ninguna otra bandera o insignia en el asta en que esté la Bandera de Nicaragua.
Artículo 13.-No podrá exhibirse bandera o pabellón extranjero en lugar más preeminente u honorífico que el que ocupe la Bandera Nacional.
Artículo 14.-La Bandera Nacional deberá estar en asta cuando aparezca en una carroza de desfile.
Artículo 15.-La Bandera Nacional siempre ha de colgar totalmente y deberá quedar lo suficientemente alta para que su extremo no roce el piso, o un mueble, o la cabeza de los transeúntes.
Artículo 16.-Cuando se coloca la Bandera Nacional de manera que sea visible por ambos lados, como en una plaza pública, o en una calle, deberá estar suspendida verticalmente, orientada hacia el Este o hacia el Norte.
Artículo 17.-Si se colocan Banderas de Nicaragua en alambres o cordeles tendidos de un lado a otro de la calle, todas han de estar en una misma posición, es decir con el Escudo hacia el lado de los que vienen en el desfile.
Artículo 18.-Cuando se coloca en una plataforma o tribuna de orador, la Bandera Nacional deberá ser colocada encima o detrás del orador y encima de la cabeza de las personas que pudieran estar sentadas en un estrado colocado a sus espaldas. Nunca se usará la Bandera Nacional para cubrir el escritorio del orador, ni tapizar con ella el frente de la plataforma.
Si es desplegada en un asta deberá ser colocada a la derecha del orador.
Artículo 19.-Es obligatorio para todo ciudadano nicaragüense enarbolar la Bandera Nacional en el frente de su casa en los días de conmemoración de la Independencia de Centroamérica y en los días que señale el Poder Legislativo o el Poder Ejecutivo.
Artículo 20.-Ninguna persona podrá izar en su residencia, ni en ningún otro lugar, bandera de Nación extranjera sin antes haber izado la Bandera Nacional en asta colocada a igual altura y a la derecha (izquierda del observador) de la que portare aquélla.
Esta prohibición no comprende a los miembros del Cuerpo Diplomático y del Cuerpo Consular acreditado en el país que izan sus respectivas banderas conforme prácticas internacionales.
Artículo 21.-Sólo la Bandera Nacional, con las salvedades que impone el Derecho Internacional, podrá izarse descansando el asta en el suelo.
Artículo 22.-La Bandera Nacional, en asta, deberá estar permanentemente en los Salones de sesiones de las Cámaras Legislativas, en el despacho oficial del Presidente de la República, de los Presidentes de los otros Poderes, de los Ministros y Vice-Ministros de Estado, Comandantes Militares, Directivos de Entes Autónomos, Alcaldes, Jueces, Directores de Centros de Enseñanza, Directores de Instituciones Culturales, Embajadores y Cónsules de Nicaragua. En estos casos a la Bandera Nacional podrá colocársele un fleco color dorado.
Artículo 23.-El ciudadano que conforme a la Constitución Política y demás leyes de la República deba prestar promesa de ley, la rendirá ante la Bandera Nacional.
Artículo 24.-Podrá usarse la Bandera Nacional como insignia colocada en el lado izquierdo del pecho, o en la solapa izquierda. No se pondrá otro emblema o insignia encima de ella.
Artículo 25.-No debe estamparse leyendas de ninguna clase sobre la Bandera Nacional, ni usarse en forma que signifique anuncio. No deberá imprimirse o dibujarse en bandejas, cojines, servilletas, cajas, etc., destinados al uso comercial.
Artículo 26.-Cuando la Bandera Nacional sea dibujada con propósitos ilustrativos, el asta deberá aparecer a la izquierda del observador; esto es la Bandera Nacional deberá colocarse hacia la derecha.
Artículo 27.-La Bandera Nacional deberá ser colocada a la derecha en el Altar Mayor o lugar de honor (a la izquierda del observador) de los templos religiosos de Nicaragua.
Artículo 28.-En todos los Centros de Enseñanza de la República, nacionales o particulares, se rendirá culto a la Bandera Nacional. El día lunes de cada semana, antes de iniciarse las clases, los cinco alumnos que se hubiesen distinguido por su aplicación y conducta en la semana anterior, izarán el pabellón de la República en el lugar de honor del Centro, y todos los alumnos cantarán el Himno Nacional.
Al concluir las clases el último día de la semana será arriada la Bandera Nacional con los mismos honores y por los mismos alumnos. Los Directores o Profesores que no diesen cumplimiento a esta disposición serán sancionados.
Artículo 29.-El uso de la Bandera Nacional por las Fuerzas Armadas de la Nación se regirá por las disposiciones que adopte el Poder Ejecutivo en el ramo del Ministerio de Defensa.
Artículo 30.-La Bandera Nacional a media hasta significa duelo de la República y podrá ser colocada así cuando lo disponga el Poder Legislativo o el Poder Ejecutivo. Se la izará rápidamente hasta el tope del asta o mástil y se bajará lentamente a la posición de media asta. La arriada se realizará izándola hasta el tope y bajándola lentamente.
Artículo 31.-La Bandera Nacional podrá ser colocada sobre el féretro de cualquier ciudadano nicaragüense cuando el Gobierno de la República así lo disponga. No podrá ser usada sobre catafalco. La Bandera Nacional deberá colocarse sobre el féretro en forma longitudinal, con los amarres hacia la cabeza del difunto; no ha de bajar a la sepultura, ni ha de tocar tierra.
Artículo 32.-Después de ser arriada la Bandera Nacional deberá doblarse cuidadosamente de tal manera que forme un triángulo; esto será hecho por dos personas; el portador la sostendrá con ambas manos y la base del triángulo quedará hacia fuera.
Artículo 33.-Cuando por su uso las condiciones de la Bandera Nacional, sean tales que ya no pueda ser exhibida en forma digna, se procederá a su incineración en privado, salvo que se considere de valor histórico, en cuyo caso se guardará con su respectiva relación documental.
Artículo 34.-El Poder Ejecutivo dispondrá la confección de diecinueve (19) banderas de tela de seda con las dimensiones, colores y Escudo conforme se definen en la presente Ley. Estas banderas servirán de patrón y se entregarán para tal fin como sigue:
Poder Legislativo;
Poder Ejecutivo;
Poder Judicial;
Poder Electoral;
Ministerios de Estado;
Academia de Geografía e Historia;
Archivo General de la Nación;
Museo Nacional;
Universidad Nacional Autónoma de Nicaragua;
Universidad Centroamericana.
Artículo 35.-Se instituye el 14 de julio Día de la Bandera Nacional. El Poder Ejecutivo en los ramos de la Gobernación, Educación Pública y Defensa dispondrán lo conveniente para que se enaltezca solemnemente el Pabellón de la República, en esa fecha.
Artículo 36.-La Bandera Nacional podrá usarse sin escudo para manifestaciones y embanderar casas y plazas con motivo de las fiestas Patrias, y días festivos nacionales.
"Capítulo III. De la Banda Presidencial"
Artículo 37.-La Banda Presidencial, modalidad de la Bandera Nacional, sólo podrá ser usada por el ciudadano Presidente de la República. Tendrá los colores de la Bandera Nacional en franjas de igual longitud. Llevará el Escudo Nacional en el centro de la franja blanca, con letras en oro, a la altura del pecho. Los extremos de la Banda Presidencial rematarán en una borla con flecos dorados.
Artículo 38.-La Banda Presidencial tendrá quince (15) centímetros de ancho.
Artículo 39.-El Presidente de la República portará la Banda Presidencial en las ceremonias oficiales de mayor solemnidad, pero tendrá obligación de llevarla:
a) En el acto de toma de Posesión de su alto cargo;
b) En la ceremonia de lectura de su Mensaje al Congreso Nacional;
c) En la ceremonia de recepción de las Cartas Credenciales, de Embajadores Extraordinarios y Ministros Plenipotenciarios acreditados ante el Gobierno de Nicaragua, y otros personajes extranjeros, diplomáticos o no; civiles o militares, que le visiten oficialmente en su despacho.
Artículo 40.-La Banda Presidencial deberá colocarse del hombro derecho al costado izquierdo, debajo del saco y unida a nivel de la cintura, excepto en la ceremonia de transmisión del Mando, en la que sucesivamente la portarán, descubierta en su totalidad, el Presidente saliente y el entrante.
Artículo 41.-Podrá ser colocada la Banda Presidencial en el pecho del ciudadano que falleciere en el ejercicio del cargo de Presidente de la República.
"Capítulo IV. Del Escudo de Armas o Escudo Nacional"
Artículo 42.-El Escudo de Armas o Escudo Nacional es el Emblema creado por Decreto Legislativo de 5 de septiembre de 1908 y está constituido por dos elementos: uno periférico y otro central, descritos así:
a) ELEMENTO PERIFÉRICO. Formando circunferencia alrededor del elemento central se escribirá en letras mayúsculas, todas de igual tamaño y del mismo metal (oro) la leyenda: REPÚBLICA DE NICARAGUA - AMÉRICA CENTRAL. La primera leyenda (REPÚBLICA DE NICARAGUA) estará escrita encima del triángulo, simétricamente en relación a la línea de su eje o altura, con la base de los caracteres vuelta hacia el centro de la circunferencia. La segunda leyenda (AMÉRICA CENTRAL) irá debajo del triángulo o elemento central, en simetría respecto del mencionado eje, y la parte superior de los caracteres vuelta hacia el centro de la circunferencia.
b) ELEMENTO CENTRAL. Tiene forma de un triángulo equilátero que se apoya en uno de sus lados; éstos son de reborde metálico (oro). En el campo próximo a la base hay un terreno horizontal, un istmo, que toca ampliamente ambos lados oblicuos del triángulo, "bañado por ambos mares". Sobre dicho terreno hay una cadena de cinco volcanes en reposo, equidistantes entre sí, de igual altura, más dibujados en perspectiva, con escorzo hacia el lado izquierdo.
c) Los mares están figurados: uno entre el istmo y la base del triángulo; otro más allá, o por encima del istmo, limitado por el horizonte. Se representan en movimiento, con líneas sucesivas de olas coronadas de espuma, con ondulaciones regulares a diestra y siniestra.
d) Sobre el horizonte, cubriendo las cumbres de los volcanes, está el arcoíris con sus siete franjas de colores en el orden normal, esto es el rojo en la externa, y luego sucesivamente anaranjado, amarillo, verde, azul, índigo (añil) y violado (violeta). Las franjas se delimitan por semi-circunferencias concéntricas. El centro está en el punto medio del horizonte. Las tres franjas internas deberán aparecer íntegras, las cuatro restantes serán interceptadas por los lados oblicuos del triángulo;
e) Entre el arcoíris y el horizonte, sobre la línea del eje o altura del triángulo, se sitúa el "gorro de la libertad". Aparece de perfil, con el vértice doblado hacia el lado diestro y las orejeras pendientes;
f) Las "luces" que esparce se simularán por rayos rectos que parten de su punto central y se ensanchan progresivamente, destacándose en blanco sobre el azul del cielo. Los rayos no se superponen al arcoíris, el cual los intercepta.
Artículo 43.-El colorido de los elementos contenidos en el campo del triángulo son los siguientes:
Los Volcanes son de color verde amarillento. En cada uno se iluminará con amarillo el costado que exponga a los rayos de luz que esparce el "gorro de la libertad".
Los Mares son de color azul ultramar. Las crestas de espuma de sus olas son de color blanco. Sobre el azul pálido del cielo se trazarán en blanco los rayos de luz que emite el "gorro de la libertad". Sobre el cielo y los rayos se impondrá el arcoíris, con sus siete colores en el orden normal ya descrito. El "gorro de la libertad" es de color rojo bermellón.
Artículo 44.-Las dimensiones de los diversos elementos que componen el Escudo de Armas de Nicaragua para una Bandera de 1.50 x 2.50 metros, serán las siguientes:
a) El elemento periférico, formado por las leyendas dispuestas circularmente en letras de oro estará inscrito en una circunferencia de 45 centímetros de diámetro. Los caracteres serán de los llamados "grotescos" (sin patas) y "monótonos" (de un solo grueso), ligeramente extendidos o anchos. Tendrán 2.5 centímetros de alto, y la letra A 3 centímetros de ancho en su base: Los demás caracteres deberán proporcionarse armónicamente. El grosor de los trazos será de 3.75 milímetros.
b) El triángulo tendrá exteriormente 32.5 centímetros de lado. El reborde metálico tendrá el mismo ancho que los trazos de las letras y será realizado en el mismo metal que éstas (oro).
c) El horizonte se trazará a 7.5 centímetros de la base del triángulo, apoyando sus extremos en la línea interna del reborde.
d) La porción correspondiente a esta distancia sobre el lado izquierdo del triángulo se dividirá en cinco (5) partes iguales; y la que corresponde en el lado diestro en cuatro (4) partes iguales, 2º espacio contando desde el ángulo más próximo sobre el lado diestro, y el 3o. también desde el ángulo más próximo, sobre el lado izquierdo, señalarán la anchura del istmo sobre el cual deben asentarse los volcanes.
e) El más próximo de éstos, que se ubicará hacia el lado diestro del triángulo, elevará su cúspide truncada a 2.5 centímetros por encima del horizonte; el más lejano, próximo al lado izquierdo, se elevará sólo 1 centímetro sobre el horizonte; entre ambos volcanes extremos se interpondrán los tres restantes; y todos se verán equidistantes entre sí y de la misma altura, de acuerdo a las leyes de la perspectiva.
f) Haciendo centro en el punto medio del horizonte se trazará el arcoíris, con radio de 90 milímetros para el límite interno, y de 104 milímetros para el externo. El espacio entre ambos se dividirá en 7 franjas o medias coronas iguales para los 7 colores.
g) El "gorro de la libertad" se trazará sobre la línea del eje o altura del triángulo, a 2 centímetros por debajo del arcoíris, con dimensiones de 3 centímetros de altura y 2.5 centímetros de ancho en su parte inferior.
h) Los rayos de luz que emite el "gorro de la libertad" partirán de un punto central situado en éste y sobre el eje o altura del triángulo, a 35 milímetros sobre el horizonte. Se trazarán 45 rayos de 3 grados de anchura, y quedarán entre ellos sectores de cielo de 5 grados; uno de los rayos bajará perpendicularmente sobre el horizonte.
Artículo 45.-Siempre que se quiera dar otra dimensión al Escudo Nacional sus elementos guardarán estricta proporción con las que aquí se señalan.
Artículo 46.-El Escudo de Armas o Escudo Nacional así descrito podrá usarse independientemente, pero figurará necesariamente en el centro de la franja blanca del Pabellón de la República, con excepción a lo dispuesto en el Arto 36.
Artículo 47.-El sello del Poder Ejecutivo, denominado Gran Sello Nacional, el de los otros Poderes del Estado, de los Ministerios de Estado, Comandancias Militares, Instituciones Autónomas, Alcaldías, Judicaturas, Embajadas, Consulados y otras oficinas estatales, llevarán dicho Escudo de Armas.
Artículo 48.-El Escudo Nacional deberá figurar, en tamaño y material adecuados, en la parte exterior de los edificios que ocupen los Poderes del Estado y demás oficinas a que se refiere el artículo anterior.
Podrá ser pintado en el automóvil, en la aeronave, barco y vagón ferroviario al servicio oficial del ciudadano Presidente de la República.
Artículo 49.-El Escudo Nacional deberá aparecer impreso, en un solo color, o en policromía conforme se describe en la presente Ley, en la parte superior izquierda de la papelería que usen los Poderes del Estado y las oficinas estatales ya mencionadas.
Deberá aparecer impreso en un solo color o en policromía en la parte superior, en el centro, de Diplomas, Títulos, Pergaminos, Distinciones, o cualesquiera otros documentos de esta índole, que tenga a bien conceder el Estado.
Artículo 50.-Los ciudadanos que conforme a la Constitución Política y demás leyes de la República gocen de inmunidad podrán llevar en la solapa izquierda como insignia el Escudo Nacional, de dieciocho (18) milímetros de diámetro. Debajo aparecerá el nombre del cargo que ostente.
Artículo 51.-El uso del Escudo Nacional en monedas y demás valores del Estado, medallas, condecoraciones, monedas conmemorativas, o cualesquiera otros de esta índole, queda sujeto a lo que dispone la presente Ley.
Artículo 52.-En cada aula de los Centros docentes del país, oficiales y particulares, deberá figurar el Escudo Nacional, en colores, edición emitida por el Ministerio de Educación Pública.
Artículo 53.-El uso del Escudo Nacional por los miembros de las Fuerzas Armadas se regirá por los Reglamentos y Ordenanzas correspondientes.
Artículo 54.-Toda reproducción del Escudo Nacional deberá corresponder fielmente a cuanto se prescribe en la presente ley. Toda persona, individual o jurídica, que se dedique a la elaboración de Banderas y Escudos Nacionales deberá solicitar previamente, en cada caso, al Ministerio de la Gobernación la aprobación del modelo respectivo antes de que las insignias se pongan a disposición del público.
Artículo 55.-Las entidades públicas o privadas, los particulares y empresas que a la fecha ostentaren los Símbolos Patrios en forma distinta a los colores, dimensión y diseño descritos, deberán sustituirlos por los que corresponden conforme lo preceptuado en esta Ley. Esta sustitución no incluye a los Símbolos y documentos de valor histórico.
Artículo 56.-El Poder Ejecutivo a través del Ministerio de la Gobernación dispondrá la confección de diecinueve (19) reproducciones del Escudo Nacional, en metal o en madera, en tamaño no inferior a sesenta (60) centímetros, conforme especificaciones de esta ley. Dicho escudo servirá de patrón y se entregarán las reproducciones, para tal fin, de la siguiente manera:
Poder Legislativo;
Poder Ejecutivo;
Poder Judicial;
Poder Electoral;
Ministerios de Estado;
Archivo General de la Nación;
Academia de Geografía e Historia;
Museo Nacional;
Universidad Nacional Autónoma de Nicaragua; y
Universidad Centroamericana.
"Capítulo V. Del Himno Nacional"
Artículo 57.-El Himno Nacional de la República de Nicaragua es el canto patriótico conocido con el nombre de "Salve a Ti Nicaragua", cuya letra fue aprobada por Decreto Ejecutivo Número 3, de 20 de octubre de 1939, publicado en La Gaceta, Diario Oficial, No. 231 del 24 del mismo mes y año. Su texto es el siguiente:
Himno Nacional de Nicaragua

Salve a ti, Nicaragua. En tu suelo

ya no ruge la voz del cañón,

ni se tiñe con sangre de hermanos

tu glorioso pendón bicolor.

Brille hermosa la paz en tu cielo

nada empañe tu gloria inmortal,

que el trabajo es tu digno laurel

y el honor es tu enseña triunfal.

Artículo 58.-La Música del Himno Nacional será la misma que acompaña a la letra del Decreto de 23 de abril de 1918, adaptada de un antiguo Salmo Litúrgico Anónimo, de las postrimerías de la Época Colonial, en el tono de Mi Bemol Mayor, acordado en Decreto Legislativo No. 39, de 26 de febrero de 1919.
Artículo 59.-El Himno Nacional se tocará en las ceremonias oficiales a las que asista el ciudadano Presidente de la República especialmente en las siguientes:
a) En los actos solemnes conmemorativos de la Independencia de Nicaragua;
b) En el acto de Toma de Posesión del cargo de Presidente de la República;
c) En la ceremonia de la solemne instalación del Congreso Nacional y de su clausura;
d) En los funerales del ciudadano que falleciere en el ejercicio del cargo de Presidente de la República;
e) En otros actos que señale el Poder Ejecutivo.
Artículo 60.-No se tocará el Himno Nacional al Representante del Presidente de la República.
Artículo 61.-El Himno Nacional se tocará en los actos solemnes en que sea izada o arriada la Bandera Nacional.
Artículo 62.-Cuando en una ceremonia deba tocarse el Himno Nacional y otro extranjero, se ejecutará el Himno Nacional en primer lugar.
Artículo 63.-En ninguna ceremonia se ejecutará el Himno Nacional más de dos veces para rendir honores a la Bandera Nacional; ni más de dos veces para rendirlos al Presidente de la República.
Artículo 64.-Es obligatoria la enseñanza del Himno Nacional en todos los planteles de educación de la República. El Ministerio de Educación Pública velará para que se cumpla estrictamente esta disposición.
Artículo 65.-El Himno Nacional deberá cantarse diariamente a la entrada a clase en todas las escuelas y colegios del país, públicos y privados.
Artículo 66.-El canto o ejecución del Himno Nacional por los miembros de las Fuerzas Armadas de la República se regirá por los Reglamentos y disposiciones respectivas.
Artículo 67.-Queda estrictamente prohibido alterar la letra o la música del Himno Nacional y ejecutarlo total o parcialmente en composiciones o arreglos. Queda, asimismo, prohibido cantar o ejecutar el Himno Nacional con fines de publicidad; o en cantinas, centros de vicio, o cualesquiera otros lugares de esta naturaleza.
Artículo 68.-Las Embajadas y Consulados de Nicaragua procurarán que en conmemoraciones nicaragüenses solemnes sea ejecutado y cantado el Himno Nacional en el recinto de las mismas.
Artículo 69.-Se requerirá autorización del Ministerio de la Gobernación para llevar a cabo grabaciones, ediciones o reproducciones del Himno Nacional. Los argumentos para teatro, cine, radio y televisión, que versen sobre el Himno Nacional, o que contengan motivos de él, necesitarán la aprobación de dicho Ministerio.
Artículo 70.-En las radiodifusoras del país se transmitirá el Himno Nacional al comenzar y finalizar sus labores diarias, sin permitirse interferencias ni mutilaciones en la ejecución.
Artículo 71.-El Poder Ejecutivo a través del Ministerio de la Gobernación dispondrá la elaboración de la partitura del Himno Nacional en diecinueve (19) copias, en papel especial, que servirá como patrón y se entregará para tal fin como sigue:
PODER LEGISLATIVO;
PODER EJECUTIVO;
PODER JUDICIAL;
PODER ELECTORAL;
MINISTERIOS DE ESTADO;
ACADEMIA DE GEOGRAFÍA E HISTORIA;
ARCHIVO GENERAL DE LA NACIÓN;
MUSEO NACIONAL;
UNIVERSIDAD NACIONAL AUTÓNOMA DE NICARAGUA; Y
UNIVERSIDAD CENTROAMERICANA.
"COMPETENCIAS Y SANCIONES"
Artículo 72.-Compete a los Ministerios de la Gobernación, Relaciones Exteriores, Educación Pública y Defensa la difusión de los Símbolos patrios y el cumplimiento de esta Ley. En esa función serán auxiliares todas las Autoridades del país.
Artículo 73.-Las contravenciones a la presente ley que constituyen desacato o falta de respeto a los Símbolos patrios se castigarán, según su gravedad y las condiciones del infractor con multa de cien (C$ 100.00) a quinientos córdobas (C$ 500.00), o con arresto hasta de quince (15) días. Si la infracción se comete con fines de lucro, la multa podrá imponerse hasta por un mil córdobas (C$ 1.000.00), que será aplicada gubernativamente.
"DISPOSICIONES GENERALES"
Artículo 74.-Después de la fecha en que entre en vigencia la presente Ley el Poder Ejecutivo dispondrá la edición de un libro que contenga lo siguiente:
a) Historia de la Bandera de Nicaragua;
b) Historia de la Música del Himno Nacional, 
c) Historia de la letra del Himno Nacional;
d) Biografía del autor de la letra;
e) Gráfica en colores de la Bandera Nacional;
f) Gráfica en colores del Escudo Nacional;
g) Ilustraciones adecuadas para una clara comprensión de parte de la ciudadanía;
h) Partitura del Himno Nacional para Orquesta Sinfónica;
i) Partitura para Banda Militar;
j) Partitura para piano y canto.
Artículo 75.-El texto de la presente Ley deberá ser incorporado a la enseñanza de educación Cívica en las escuelas y colegios públicos y privados de toda la República.
Artículo 76.-El Ministerio de Relaciones Exteriores ejercerá vigilancia para que todos los miembros del Servicio Exterior de Nicaragua den estricto cumplimiento a esta ley.
Artículo 77.-Se derogan las Leyes que hagan referencia a la materia contemplada en esta ley y promulgadas en 1873, el 24 de agosto de 1917, el 29 del mismo mes y año, el 2 de agosto de 1929, el 8 de noviembre de 1939, el 12 de junio de 1943, el 16 de junio de 1943 y el 27 de noviembre de 1968.
Artículo 78.-Quedan en vigencia las Leyes relacionadas con lo que es objeto de esta ley, promulgadas el 5 de septiembre de 1908, el 27 de agosto de 1941, el 28 de agosto de 1941, el 21 de agosto de 1957, el 24 del mismo mes y año y sus Reformas, y el 25 de septiembre de 1958.
Artículo 79.-Esta Ley entrará en vigor desde su publicación en "La Gaceta", Diario Oficial.
Dado en el Salón de Sesiones de la Cámara de Diputados.- Managua, D.N, 18 de agosto de 1971.- Orlando Montenegro M., D.P.- Francisco Urbina R., D.S.- Adolfo González B., D.S.
Al Poder Ejecutivo. Cámara del Senado. Managua, D.N., 23 de agosto de 1971.- Cornelio H. Hueck, S.P.- Pablo Rener, S.S.- Eduardo Rivas Gasteazoro, S.S.

Por Tanto: Ejecútese. Casa Presidencial. Managua, D.N., veinticinco de agosto de mil novecientos setenta y uno.- A. SOMOZA, Presidente de la República.- M. Buitrago Aja, Ministro de la Gobernación".

## Reforma de este decreto
El anterior Decreto Legislativo fue reformado por la Ley n.º 432 del 2 de julio de 2002, publicada en La Gaceta, Diario oficial, n.º 135 del 18 del mismo mes y año, siendo Presidente de la República el Ingeniero Enrique Bolaños Geyer y Presidente de la Asamblea Nacional el ahora expresidente Doctor Arnoldo Alemán Lacayo pocos meses después que le entregara el poder a Bolaños:

LEY DE REFORMA PARCIAL A LA LEY SOBRE CARACTERÍSTICAS Y USO DE LOS SÍMBOLOS PATRIOS
LEY No. 432, aprobada el 2 de julio del 2002 
Publicado en la Gaceta No. 135 del 18 de julio del 2002 
EL PRESIDENTE DE LA REPÚBLICA DE NICARAGUA
Hace Saber al pueblo nicaragüense que: 
LA ASAMBLEA NACIONAL DE LA REPÚBLICA DE NICARAGUA
En uso de sus facultades; 
HA DICTADO 
La siguiente: 
LEY DE REFORMA PARCIAL A LA LEY SOBRE CARACTERÍSTICAS Y USO DE LOS SÍMBOLOS PATRIOS
Artículo 1.- Refórmese parcialmente la Ley sobre Características y Uso de los Símbolos Patrios del 18 de agosto de 1971, publicada en La Gaceta, Diario Oficial N° 194, del 27 del mismo mes y año de la siguiente manera: 
a) Se reforma el Artículo 34, el cual se leerá así: 
"El Poder Ejecutivo dispondrá la confección de diecinueve (19) banderas de tela de seda con las dimensiones, colores y Escudo, conforme se define en la presente Ley. Estas banderas servirán de patrón y se entregarán para tal fin como sigue:
Poder Legislativo
Poder Ejecutivo
Poder Judicial
Poder Electoral
Ministerio del Estado 
Academia de Geografía e Historia
Archivo General de la Nación
Museo Nacional
Universidades Nacionales Estatales". 
b) Sé Reforma el Artículo 36, el cual se leerá así: 
"La Bandera Nacional deberá usarse siempre con el escudo en la franja blanca para manifestaciones y embanderar casas y plazas con motivo de las fiestas patrias y días festivos". 
c) Se reforma el Artículo 42, inciso b, el cual se leerá así: 
"ELEMENTO CENTRAL. Tiene forma de un triángulo equilátero que se apoya en uno de sus lados, éstos son de reborde metálico (oro). En el campo próximo a la base un terreno horizontal, un istmo, que toca ampliamente ambos lados oblicuos del triángulo, "bañado por ambos mares". Sobre dicho terreno hay una cadena de volcanes en reposo, equidistantes entre sí, de igual altura." 
d) Se reforma el Artículo 42, inciso d), el cual se leerá así: 
"Sobre el horizonte, cubriendo la cumbre de los volcanes, está el arcoíris con siete franjas de colore en el orden normal, esto es el rojo en la externa, y luego sucesivamente anaranjado, amarillo, verde, azul, índigo (añil) y violado (violeta). Las franjas se delimitan por semicircunferencias concéntricas teniendo en sus extremos como base el horizonte. 
El centro está en el punto medio del horizonte. Las tres franjas internas deberán aparecer íntegras, las cuatro restantes serán interceptadas por los lados oblicuos del triángulo." 
e) Se reforma el Artículo 46, el cual se leerá así: 
"El Escudo de Armas o Escudo Nacional así descrito podrá usarse independientemente, pero figurará necesariamente en el centro de la franja blanca del pabellón de la República." 
f) Se reforma el Artículo 47, el cual se leerá así: 
"El sello del Poder Ejecutivo, denominado Gran Sello Nacional, el de los otros Poderes del Estado, de los Ministerios del Estado, Comandancias Militares, Instituciones Autónomas, Alcaldías, Judicaturas, Embajadas, Consulados, Oficinas Estatales, Cuerpos de Bomberos y la Cruz Roja, llevarán dicho escudo de Armas". 
g) Se reforma el Artículo 48, el cual se leerá así: 
"El Escudo Nacional deberá figurar, en tamaño y material adecuados, en la parte exterior de los edificios que ocupen los Poderes del Estado y demás oficinas a que se refiere al artículo anterior, conforme a la presente Ley. 
Podrá ser pintado en el automóvil, en la aeronave, barco y vagón ferroviario, al servicio oficial del ciudadano Presidente de la República". 
h) Se reforma el Artículo 73, el cual se leerá así: 
Las contravenciones a la presente Ley que constituye desacato o falta de respeto a los símbolos patrios, se castigará, según su gravedad y las condiciones del infractor con multa de.......Doscientos a Mil córdobas......., o con arresto hasta quince días si la infracción se comete con fines de lucro, la multa podrá imponerse hasta por Dos Mil córdobas (C$2,000.00), que será aplicada gubernativamente. 
Los Representantes de las Instituciones tendrán dos años para poner conforme a la presente Ley el Estatuto Nacional, de lo contrario se les retendrá el sueldo hasta que cumplan con lo estipulado; la no hacerlo se les multará con tres meses de salarios". 
Artículo 2.- La presente Ley entrará en vigencia a partir de su publicación en La Gaceta, Diario Oficial. 
Dada en la Ciudad de Managua, en la Sala de Sesiones de la Asamblea Nacional, a los dos días del mes de julio del año dos mil dos. ARNOLDO ALEMÁN LACAYO, Presidente de la Asamblea Nacional. RENÉ HERRERA ZÚNIGA, Secretario de la Asamblea Nacional. 

Por Tanto: Téngase como Ley de la República. Publíquese y Ejecútese. Managua, doce de julio del año dos mil dos. ENRIQUE BOLAÑOS GEYER, Presidente de la República de Nicaragua.